# カステルモーラ
カステルモーラ（イタリア語: Castelmola, シチリア語: Castermula）は、イタリア共和国シチリア州メッシーナ県にある、人口約1,100人の基礎自治体（コムーネ）。

## 地理

### 位置・広がり
メッシーナ県のコムーネ。県都メッシーナから南南西へ44kmの距離にある。

#### 隣接コムーネ
隣接するコムーネは以下の通り。
- ガッジ
- レトイアンニ
- モンジュッフィ・メリーア
- タオルミーナ

## 文化・観光
「イタリアの最も美しい村」クラブ加盟コムーネである。